# ETtoday新聞雲
ETtoday新聞雲是臺灣的社群新聞媒體。

## 歷史

### 東森新聞報（2000年至2008年）
- 2000年3月1日，東森新聞報（ETtoday.com）開始試刊；同年5月15日正式上線。

- 2008年3月初，東森電視董事會通過決議，《東森新聞報》與超視育樂台結束營運。4月1日，東森電視出售價值新臺幣數千萬元的《東森新聞報》資產設備給中華聯合數位映像股份有限公司，出售的資產改名經營今日新聞[2][3]。

### ETtoday新聞雲（2011年至2012年）
- 2009年3月6日，「森信息股份有限公司」（Sen Information Co., Ltd.）成立，為東森國際子公司。
- 2010年5月4日，森信息成立新媒體實驗室「酷新聞」（CubeMedia）粉絲專頁，總編輯蔡慶輝、執行副總編輯譚志東、副總編輯林蕙娟，每日分享新聞與資訊。
- 2011年8月，ETtoday.net籌備處在臺北市中正區忠孝西路一段4號15樓（崇聖大樓）正式運作，與東森電視總部同棟；9月，ETtoday.net籌備處率先在facebook成立ETtoday新聞雲粉絲專頁。
- 2011年9月13日，森信息成立ETtoday新聞雲（www.ettoday.net）。
- 2011年11月1日，ETtoday新聞雲正式上線[4]。

### ETtoday東森新聞雲（2013年至2018年）

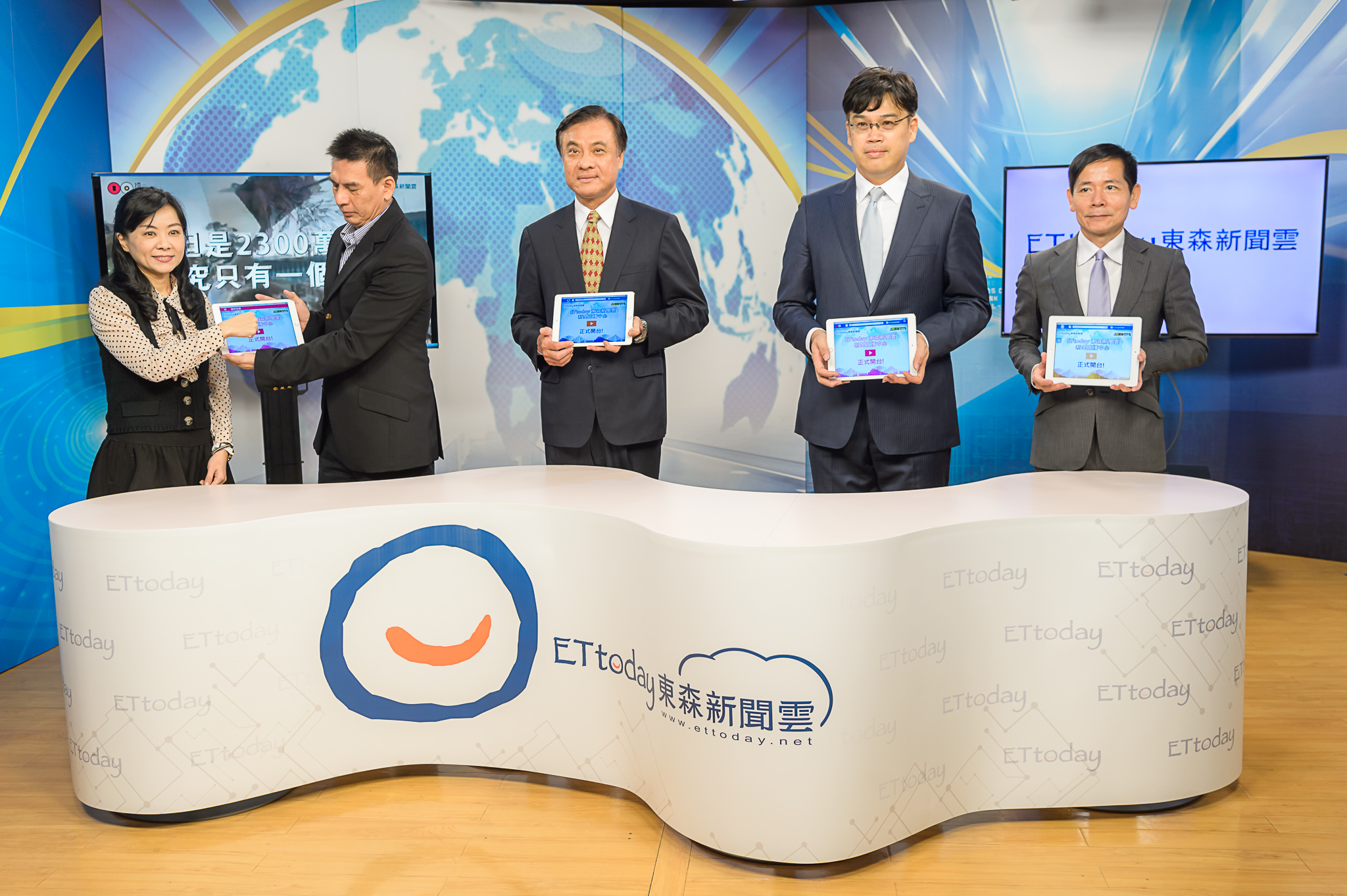
東森新聞雲新聞直播中心開台儀式

- 2013年1月，ETtoday新聞雲更名為ETtoday東森新聞雲，並正式投入电子商务平台。而ETtoday新聞雲仍用作簡稱。
- 2014年4月，森信息更名為「東森新聞雲股份有限公司」（ETtoday Co., Ltd.），繼續經營《ETtoday新聞雲》。
- 2016年4月初，王令麟找來前台灣蘋果日報《財富周刊》總編輯王學呈擔任ETtoday東森新聞雲總編輯，原ETtoday東森新聞雲總編輯蔡慶輝升任社長[5]。
- 2016年8月，東森媒體集團「東森四少」之一、前福斯國際電視網頻道暨節目營運總經理陳安祥重返東森集團，擔任ETtoday東森新聞雲總經理[6]。
- 2016年12月5日，ETtoday東森新聞雲新聞直播中心於崇聖大樓15樓開台。

### ETNEWS新聞雲（2017年5月至10月）
- 2017年5月26日，為避免與2015年起東森電視識別標誌「EBC」混淆，ETtoday東森新聞雲更名為ETNEWS新聞雲並修改識別標誌，但仍維持網域名稱ettoday.net。[7]

### ETtoday新聞雲（2017年11月起）
- 2017年11月，ETNEWS新聞雲更名為ETtoday新聞雲。
- 2019年2月，東森新聞雲公司更名為「東森新媒體控股股份有限公司」（ET New Media Holding Co., Ltd.）。

## 得獎紀錄
| 年份   | 獎項                                                  | 類別                                 | 得獎作品／得獎者                                                                        | 結果  |
| ------ | ----------------------------------------------------- | ------------------------------------ | --------------------------------------------------------------------------------------- | ----- |
| 2019年 | 台灣醫療報導獎                                        | 新媒體類                             | 我們與思覺失調的距離／嚴云岑                                                            | 優勝  |
| 2019年 | 台灣醫療報導獎                                        | 新媒體類                             | 偏鄉送愛20年／嚴云岑                                                                    | 佳作  |
| 2021年 | 消費者權益報導獎                                      | 平面及網路（文字）類 專題報導獎      | 教練！我會痛！柔道童悲劇下...台灣教練證照大檢視／潘姿吟、張克銘、顏如玉、楊殿宏、曾梓倩 | 佳作  |
| 2022年 | 台灣新聞攝影大賽                                      | 網路影音新聞專題                     | 何事又來／沈君帆、梁建裕、陳詩璧                                                        | 第2名 |
| 2022年 | 社會光明面新聞報導獎                                  | 平面新聞報導類                       | 全台城中城大追蹤／陳詩璧、林緯平、沈君帆、梁建裕、曾俊豪、徐政璿                        | 佳作  |
| 2022年 | 卓越新聞獎                                            | 廣播及網路(音頻)類 Podcast新聞節目獎 | 我在案發現場／陳豐德、黃子瑀、周依儒、 周亭瑋、曾筠淇                                   | 獲獎  |
| 2022年 | 卓越新聞獎                                            | 新聞攝影類 單張新聞攝影獎            | 以民為先／林敬旻                                                                        | 獲獎  |
| 2023年 | 銀響力新聞獎                                          | 平面及網路（文字）類 專題報導獎      | 台灣長照家庭圖鑑／唐鎮宇、梁建裕、王譯萱                                                | 優選  |
| 2023年 | 社會光明面新聞報導獎                                  | 平面新聞報導類                       | 疫後共生：一起走過百年大疫帶來的身心與職場鉅變／李姿慧、許敏溶、唐鎮宇、陳嘉恩          | 優等  |
| 2023年 | 社會光明面新聞報導獎                                  | 電視新聞報導類                       | 我們的世界盃／沈君帆、梁建裕                                                            | 佳作  |
| 2023年 | 吳舜文新聞獎                                          | 文字類新聞深度報導獎                 | 台灣長照家庭圖鑑／唐鎮宇、梁建裕、王譯萱                                                | 入圍  |
| 2023年 | 台灣新聞普立茲獎                                      | 台灣新聞普立茲獎                     | 李姿慧                                                                                  | 獲獎  |
| 2023年 | 新聞先鋒獎                                            | 新聞先鋒獎                           | 黃彥傑                                                                                  | 獲獎  |
| 2023年 | 卓越新聞獎                                            | 單張新聞攝影獎                       | King maker or God maker？／湯興漢                                                       | 入選  |
| 2023年 | 全球華文永續新聞報導獎                                | 專業組平面類                         | 台灣長照家庭圖鑑／唐鎮宇、梁建裕、王譯萱                                                | 入圍  |
| 2024年 | Google「台灣新聞數位共榮基金」nDX台灣新聞數位創新計畫 | 標準獎助專案                         | ETtoday數位升級計畫之「資訊型快訊新聞生成器」                                           | 獲獎  |
| 2024年 | 銀響力新聞獎                                          | 調查報導獎                           | 老司機，行不行？職業駕駛年齡上修政策總體檢／李姿慧、許敏溶、洪巧藍、陳嘉恩              | 入圍  |
| 2024年 | 銀響力新聞獎                                          | 平面及網路(文字)類即時新聞獎         | 人在哪服務就到哪！都蘭診所祭邁入第7年 用「在宅醫療」深入台東偏鄉免除病家奔波苦／洪巧藍  | 優選  |
| 2024年 | 平冤年度新聞獎                                        | Podcast組                            | 我在案發現場－鄭性澤冤案系列報導                                                        | 獲獎  |
| 2024年 | 社會光明面新聞報導獎                                  | 平面新聞報導類                       | 死刑 刑？不行？                                                                         | 優等  |
| 2024年 | 自殺防治優質媒體報導獎                                | 新媒體報導獎                         | 從自殺族群談防治／專題中心                                                              | 優勝  |
| 2024年 | 自殺防治優質媒體報導獎                                | 新媒體報導獎                         | 94歲嬤跌倒3次！「憂拖累家人」不想活 長者憂鬱3原因難診斷／大生活中心                     | 佳作  |
| 2025年 | 銀響力新聞獎                                          | 平面及網路(文字)類-即時新聞獎        | 當生命枯萎，該如何翩然離去？－瓊瑤辭世後善終議題再討論／洪巧藍、趙于婷、陳嘉恩          | 優選  |
| 2025年 | 銀響力新聞獎                                          | 平面及網路(文字)類-專題報導獎        | 2025超高齡社會來臨 台灣準備好了嗎？／唐鎮宇、陳詩璧、潘姿吟、林緯平、林挺弘             | 優選  |
| 2025年 | 銀響力新聞獎                                          | 調查報導獎                           | 高齡犯罪浪潮：失能社會下的老人困境／唐鎮宇、林挺弘                                      | 入圍  |
| 2025年 | Google「台灣新聞數位共榮基金」nDX台灣新聞數位創新計畫 | 影響力獎助專案                       | 雙引擎新聞革命：AI 賦能編採 × AI 新聞管家平台                                           | 獲獎  |
| 2025年 | 社會光明面新聞報導獎                                  | 平面媒體類-會員組                    | AI詐騙時代來臨                                                                          | 佳作  |

## 外部連結
- ETtoday新聞雲 
- ETtoday新聞雲的Facebook專頁
- ETtoday新聞雲的X（前Twitter）
- ETNEWS新聞雲的新浪微博
- ETtoday新聞雲的Instagram帳戶
- YouTube上的ETtoday新聞雲頻道
- （繁體中文） 台灣公司資料 （页面存档备份，存于）